# Блувел (Западна Вирџинија)
Блувел (енгл. Bluewell) насељено је место без административног статуса у америчкој савезној држави Западна Вирџинија.

## Демографија
По попису из 2010. године број становника је 2.184.
| Група             | 2000.    | 2010.         |
| Белци             | 0 (0,0%) | 2.088 (95,6%) |
| Афроамериканци    | 0 (0,0%) | 47 (2,2%)     |
| Азијати           | 0 (0,0%) | 0 (0,0%)      |
| Хиспаноамериканци | 0 (0,0%) | 4 (0,2%)      |
| Укупно            | 0        | 2.184         |